# ラジオよしもと むっちゃ元気!
ラジオよしもと むっちゃ元気!（ラジオよしもと むっちゃげんき）はラジオ大阪で平日9:00〜12:00に放送していた情報番組。よしもとクリエイティブ・エージェンシー所属のタレントが日替わりでパーソナリティを務めていた。
番組開始は1994年7月4日。
当初は「ラジオよしもと サブロー・リンゴのむっちゃ元気!」というタイトルで、午前9時から午後1時までの4時間のワイド放送だった。
大平サブローとハイヒールリンゴが全曜日のパーソナリティを務めていたが、後に現在のタイトルに改題され曜日別パーソナリティ制となった。
2008年6月30日に終了。ラジオ大阪の開局50周年を期にタイトルを変更し、2008年7月1日に「ラジオよしもと むっちゃ元気スーパー!」としてリニューアルされた。

## 出演者（終了時）
- 月曜 - オール阪神・若井みどり
- 火曜 - 桂きん枝・桂あやめ（代打）・西川かの子（産休）・桂三若（落語全国行脚の為電話で現地から出演。）
- 水曜 - 大木こだま・シルク
- 木曜 - 和泉修・今いくよ・くるよ・パンチみつお
- 金曜 - 磯部公彦（まるむし商店）・未知やすえ

## 過去の出演者（コーナーレギュラー含む）
- 月曜 - 西川のりお・上方よしお・小高紀子・鈴木美智子・月亭八方・メッセンジャー
- 火曜 - 笑福亭仁智・佐々木小百合・鈴木美智子・オール巨人・桂楽珍
- 水曜 - 中田ボタン・鈴木美智子・チュパチャップス
- 木曜 - 大木こだま・パリー木下・ハイヒールリンゴ・ハイヒールモモコ・和泉修・しましまんず・へびいちご
- 金曜 - 武内由紀子・和泉修・鈴木美智子・池乃めだか・ショウショウ